# Kélian
 (juin 2012).
Si vous disposez d'ouvrages ou d'articles de référence ou si vous connaissez des sites web de qualité traitant du thème abordé ici, merci de compléter l'article en donnant les références utiles à sa vérifiabilité et en les liant à la section « Notes et références ».
Kélian (ou Kelian) est un prénom masculin d'origine celtique, plus particulièrement d'origine irlandaise. Selon certains, il serait dérivé du mot Kellien, signifiant "gaillard", querelleur, mais selon une autre hypothèse, il dériverait plutôt du prénom Cillian ou Killian.

## Origines
Saint Killian est un évêque missionnaire venu d'Irlande et l'un des premiers martyrs à Wurtzbourg. Ses reliques étaient conservées à l'abbaye Saint-Saulve de Montreuil.

## Étymologie
Prénom masculin d'origine irlandaise, mais attesté en Bretagne sous les graphies Chillian dès 1163 et Killian en 1332.
Il serait une forme diminutive de l'irlandais Ceallach « lutte, contestation. »

## Variantes
- gaélique : Cillian

De très nombreuses variantes existent, telles :
- au masculin : Kelian, Kelly, Keelian, Kellyan, Kilian, Kilien, Killian, Killien, Kyle, Kylian, Kyllian, Kilyan.
- au féminin : Kellia, Kellie, Kelly, Kellya, Kellyane, Kellyanne, Kellyne, Kelya, Killiane, Kiliane, Kylie, killy-ann, etc.